# 阿戈讷地区布拉邦
阿戈讷地区布拉邦（法語：Brabant-en-Argonne，法語發音：[bʁabɑ̃ ɑ̃.n‿aʁɡɔn]）是法国默兹省的一个市镇，属于凡尔登区。

## 地理
阿戈讷地区布拉邦（49°7'26"N, 5°8'14"E）面积7.79 平方千米，位于法国大東部大區默兹省，该省份为法国西北部内陆省份，北与比利时接壤，西接马恩省和阿登省，南至上马恩省和孚日省，东临默尔特-摩泽尔省。
与阿戈讷地区布拉邦接壤的市镇（或旧市镇、城区）包括：阿戈讷地区布罗库尔、阿戈讷地区克莱蒙、阿戈讷地区栋巴勒、雷西库尔。

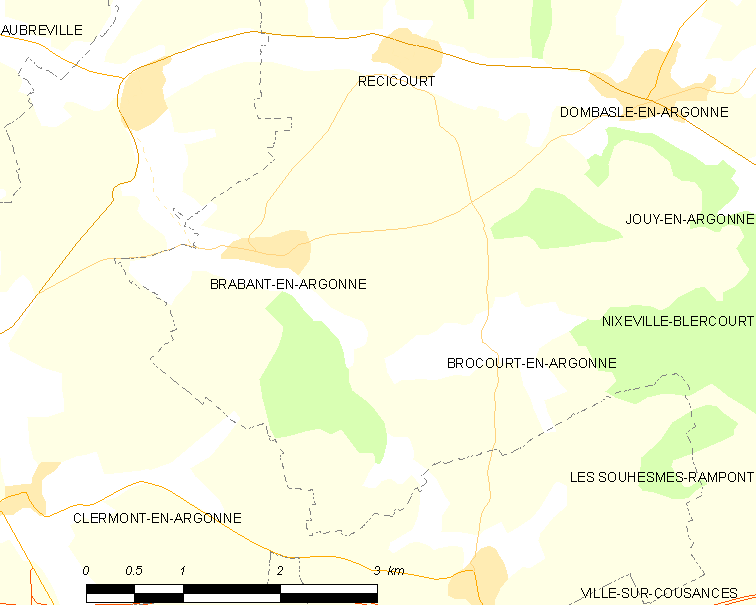
阿戈讷地区布拉邦的OSM定位图

阿戈讷地区布拉邦的时区为UTC+01:00、UTC+02:00（夏令时）。

## 行政
阿戈讷地区布拉邦的邮政编码为55120，INSEE市镇编码为55068。

## 政治
阿戈讷地区布拉邦所属的省级选区为阿戈讷地区克莱蒙县。

## 人口

1962-2008年间阿戈讷地区布拉邦人口变化图示

阿戈讷地区布拉邦于2022年1月1日时的人口数量为100人。